# Zoológico y acuario nacional (Camberra)
El Zoológico y acuario nacional (en inglés:National Zoo & Aquarium) es un parque zoológico y acuario de propiedad privada de unos 25 acres (10,1 hectáreas) localizados en la ciudad de Canberra, Australia. Se encuentra en Yarralumla en el extremo occidental del lago Burley Griffin también al lado de la represa Scrivener.
Fue creado "Para inspirar y ayudar a la conservación de la naturaleza a través de experiencias educativas innovadoras y emocionantes."
El Zoológico Nacional y el Acuario es propiedad privada del empresario Richard Tindale, y se mantiene como un negocio predominantemente familiar.